# Har Šifon
Har Šifon (hebrejsky: הר שיפון, doslova „Žitná hora“, arabsky: Tal Abu Chanzira) je hora sopečného původu o nadmořské výšce 971 metrů na Golanských výšinách, na syrském území od roku 1967 obsazeným Izraelem.
Nachází se v centrální části Golanských výšin, 11 kilometrů severovýchodně od města Kacrin a 22 kilometrů jižně od města Madždal Šams, cca 7 kilometrů od linie izraelské kontroly. Na severním úbočí hory se rozkládá vesnice Ortal. Jde o součást pásu vrcholků sopečného původu, které lemují východní okraj Golanských výšin. Má podobu izolovaného kužele vystupujícího cca 150 metrů nad okolní planinu.
Během jomkipurské války v roce 1973 se v okolí Har Šifon odehrávaly bitvy mezi izraelskou armádou a syrskými vojsky. Kopec je součástí přírodní rezervace Šifon, jež má rozlohu 850 dunamů (85 hektarů). Z vrcholu se nabízí kruhový výhled na Golanské výšiny.